# 索尔加
索尔加（義大利語：Sorgà），是意大利威尼托大区维罗纳省的一个市镇。总面积31.51平方公里，人口3188人，人口密度101.2人/平方公里（2009年）。国家统计（ISTAT）代码为023084。